# Dubrawka
Dubrawka di Boemia (tra il 940 e il 945 – 977) membro della dinastia dei Přemislidi; sposando Miecislao I di Polonia divenne per matrimonio regina di Polonia.

## Biografia

### La vita incerta
Dubrawka nacque in una data imprecisata fra il 940 ed il 945 da Boleslao I di Boemia; sua madre potrebbe essere stata Biagota. Poiché sulla sua nascita non ci sono indicazioni precise ci si basa sulle parole del cronacotecario Cosma Praghese secondo il quale, al tempo del suo matrimonio con Miecislao I di Polonia era una donna fatta. Tuttavia sono diversi gli storici che dubitano di tale versione pensando che l'aggettivo da lui usato di vecchia potesse sottintendere un qualche intento malizioso. Altre interpretazioni vorrebbero che lui confonda Dubrwaka con la sorella Mlada, da cui la separava una grande differenza di età, o che addirittura potesse sbagliarsi con Oda di Haldensleben (955- tra il 960 e il 1023), seconda moglie di suo padre, che all'epoca del matrimonio era sui 20-25 anni, un'età avanzata per i canoni di allora.
Sui primi anni di vita di Dubrwaka non ci sono notizie; lo storico Oswald Balzer (1858-1933) sostiene che, prima di sposarsi con Miecislao, Dubrawka potrebbe essere stata maritata con Günther, margravio di Merseburgo († 13 luglio 982) e con lui avrebbe avuto un figlio, Gunzelin di Meißen. Balzer raggiunse questa conclusione basandosi su un riferimento fatto da Tietmaro di Merseburgo, che nella propria cronaca si riferisce a Boleslao I, figlio di Dubrawka, come il fratello di Gunzelin. Altre interpretazioni più recenti vogliono i due come cugini o cognati.

### L'artefice della conversione?
Nella seconda metà del 964 suo padre Boleslao raggiunse un accordo di pace con il vicino Miecislao e si decise di ratificare l'intesa con un matrimonio che avrebbe coinvolto Miecislao e Dubrawka che si sarebbe dovuto celebrare l'anno seguente. Tuttavia i due sposi erano divisi dalla questione religiosa, mentre infatti una era cristiana, l'altro era pagano. Le fonti coeve danno due versioni del ruolo che Dubrawka avrebbe avuto nella conversione del marito, e con lui della Polonia, secondo la prima la giovane pose il battesimo di Miecislao come condizione per continuare il matrimonio, secondo altre invece Dubrawka sarebbe giunta in Polonia con uno stuolo di dignitari religiosi che si accordarono con i dignitari polacchi di far battezzare il re così che il matrimonio potesse avere luogo.
Gli storici moderni tendono a dare credito a questa seconda versione, che nega a Dubrawka ogni ruolo attivo nella faccenda e pongono l'accento sul fatto che il battesimo di Miecislao sarebbe avvenuto per ragioni eminentemente politiche. Ovviamente nella tradizione Durbrawka ha un ruolo maggiore entrato nella tradizione della chiesa locale che sottolinea come la conversione dei nobili polacchi sia avvenuta grazie ad una donna; sempre la tradizione attribuisce a lei la costruzione di diverse chiese, come quella della Santissima Trinità a Gniezno e quella della Vergine Maria nell'isola di Ostrów Tumski a Poznań.
Dal punto di vista pratico il matrimonio fra Dubrawka e Miecislao portò un'alleanza duratura, il 21 settembre 967, per esempio, il sovrano polacco fu affiancato dai boemi nella guerra contro gli uomini della Volinia guidati da Wichmann il Giovane, nel 973 dopo la morte di Ottone I di Sassonia sia Miecislao che il cognato Boleslao II († 7 febbraio 999) si allearono per sostenere il loro candidato, Enrico II il Litigioso.
Dubrawka morì nel 977, la sua morte indebolì l'alleanza fra Polonia e Boemia che si estinse circa dieci anni dopo.

## Matrimonio e figli
Dubrawka sposò il duca di Polonia Miecislao I ed ebbero almeno due figli di cui si ha notizia certa:
- Boleslao I di Polonia, duca di Polonia (e forse suo re) e duca di Boemia;
- una figlia forse chiamata Świętosława che potrebbe essere identificata con Sigrid la Superba (figura sulla cui verità storica si discute), che si sarebbe sposata in seconde nozze con Sven Barbaforcuta e da lui avrebbe avuto Canuto I d'Inghilterra.

Potrebbe essere stata la madre di Vladivoj di Boemia.

## Ascendenza
|                      |   |                    | Genitori |  |  | Nonni                 |  |  | Bisnonni            |  |
|                      |   |                    |          |  |  | Vratislao I di Boemia |  |  | Bořivoj I di Boemia |  |
|                      |   |                    |          |  |  | Vratislao I di Boemia |  |  | Bořivoj I di Boemia |  |
|                      |   | Ludmilla di Boemia |          |  |  | Vratislao I di Boemia |  |  |                     |  |
| Boleslao I di Boemia |   |                    |          |  |  | Vratislao I di Boemia |  |  |                     |  |
|                      |   | Drahomira          | …        |  |  |                       |  |  |                     |  |
|                      |   | Drahomira          | …        |  |  |                       |  |  |                     |  |
|                      |   | Drahomira          | …        |  |  |                       |  |  |                     |  |
| Dubrawka di Boemia   |   | Drahomira          |          |  |  |                       |  |  |                     |  |
|                      | … | …                  |          |  |  |                       |  |  |                     |  |
|                      | … | …                  |          |  |  |                       |  |  |                     |  |
|                      | … | …                  |          |  |  |                       |  |  |                     |  |
| Biagota              | … |                    |          |  |  |                       |  |  |                     |  |
|                      |   | …                  | …        |  |  |                       |  |  |                     |  |
|                      |   | …                  | …        |  |  |                       |  |  |                     |  |
|                      |   | …                  | …        |  |  |                       |  |  |                     |  |
|                      |   | …                  |          |  |  |                       |  |  |                     |  |